# Liste der Mitglieder der Deutschen Akademie der Naturforscher Leopoldina/1780
Die Liste der Mitglieder der Deutschen Akademie der Naturforscher Leopoldina für 1780 enthält alle Personen, die im Jahr 1780 zum Mitglied ernannt wurden. Insgesamt gab es zehn neu gewählte Mitglieder.

## Mitglieder
| Nr. | Name                                | Beiname         | Geboren       | Aufnahme | Gestorben     | Sektion         | Bild                                | Datenbank                           |
| --- | ----------------------------------- | --------------- | ------------- | -------- | ------------- | --------------- | ----------------------------------- | ----------------------------------- |
| 837 | Urban Brückmann                     | Mnemon II.      | 23. Apr. 1728 | 14. Jan. | 20. Juni 1812 | Anatomie        |                                     | Urban Friedrich Benedict Brückmann  |
| 838 | Matthäus Mederer                    | Antistius II.   | 6. Sep. 1739  | 28. Jan. | 26. Mai 1805  | Chirurgie       | Matthäus Mederer                    | Matthaeus Mederer                   |
| 839 | Johann Christian Ehrmann            | Antiphanes II.  | 29. Apr. 1749 | 25. Feb. | 31. Aug. 1827 | Medizin         | Johann Christian Ehrmann            | Johann Christian Ehrmann            |
| 840 | Franz Jacob Arand                   | Damianus        | 1747          | 16. Mrz. | 1803          | Medizin         |                                     | Franz Jacob Arand                   |
| 841 | Karl Wilhelm Nose                   | Artephius III.  | 18. Nov. 1753 | 16. Mrz. | 22. Juni 1835 | Medizin         | Karl Wilhelm Nose                   | Carl Wilhelm Nose                   |
| 842 | Antonio Scarpa                      | Empedocles III. | 19. Mai 1752  | 4. Apr.  | 31. Okt. 1832 | Chirurgie       | Antonio Scarpa                      | Antonio Scarpa                      |
| 843 | Johann Gottfried Büscher            | Philoponus II.  | 1715          | 5. Mai   | 1798          | Medizin         |                                     | Johann Gottfried Büscher            |
| 844 | Georg Forster                       | Polybius        | 27. Nov. 1754 | 18. Jul. | 10. Jan. 1794 | Naturgeschichte | Georg Forster                       | Georg Forster                       |
| 845 | Johann Friedrich Scherff            | Cosmus          | 1750          | 30. Dez. | 1818          | Medizin         |                                     | Johann Friedrich Scherff            |
| 846 | Johann Christian Gottlieb Ackermann | Panthemus II.   | 17. Dez. 1756 | 30. Dez. | 9. März 1801  | Medizin         | Johann Christian Gottlieb Ackermann | Johann Christian Gottlieb Ackermann |

## Hinweis zu den Lebensdaten
In der Liste sind zunächst die Lebensdaten gemäß Archiv der Leopoldina aufgenommen. Diese beziehen sich bei noch nicht erstellten Namensartikeln auf die Angaben gem. Neigebaur (1860), Ule (1889) und dem Abgleich mit Wikidata. Die Lebensdaten im später erstellten Namensartikel können daher noch von den Lebensdaten in der Liste abweichen.